# Польша на летней Универсиаде 1959
Польша на первой летней Универсиаде в Турине (Италия) заняла 11-е место в общекомандном медальном зачёте, завоевав 13 медалей (1 золотую, 5 серебряных, 7 бронзовых). Чемпионкой Универсиады стала Эльжбета Кшесиньская (лёгкая атлетика, прыжки в длину). Кроме этого она завоевала бронзовую награду Универсиады в беге на 80 метров с барьерами.

## Медалисты

### Золото
| Золото |                      |                                           |
| №      | Спортсмены           | Вид спорта (дисциплина)                   |
| 1      | Эльжбета Кшесиньская | Лёгкая атлетика (женщины, прыжки в длину) |

### Серебро
| Серебро |                    |                                                   |
| №       | Спортсмены         | Вид спорта (дисциплина)                           |
| 1       | Барбара Янишевская | Лёгкая атлетика (женщины, бег на 200 метров)      |
| 2       | Уршула Фигвер      | Лёгкая атлетика (женщины, метание копья)          |
| 3       | Анджей Саламон     | Плавание (мужчины, 100 метров вольным стилем)     |
| 4       | Эмиль Охира        | Фехтование (мужчины, сабля)                       |
| 5       | Сборная Польши     | Фехтование (мужчины, шпага, командное первенство) |

### Бронза
| Бронза |                      |                                                          |
| №      | Спортсмены           | Вид спорта (дисциплина)                                  |
| 1      | Веслав Крол          | Лёгкая атлетика (мужчины, бег на 400 метров с барьерами) |
| 2      | Казимеж Фабриковский | Лёгкая атлетика (мужчины, прыжки в высоту)               |
| 3      | Эугенюш Вачовский    | Лёгкая атлетика (мужчины, метание диска)                 |
| 4      | Эльжбета Кшесиньская | Лёгкая атлетика (женщины, бег на 80 метров с барьерами)  |
| 5      | Ярослава Юзвяковская | Лёгкая атлетика (женщины, прыжки в высоту)               |
| 6      | Анджей Клопотовский  | Плавание (мужчины, 200 метров брассом)                   |
| 7      | Сборная Польши       | Фехтование (мужчины, сабля, командное первенство)        |